# Rika Fujiwara
Rika Fujiwara (en japonés: 藤原 里華) (Fujisawa, Prefectura de Kanagawa, Japón, 19 de septiembre de 1981) es una tenista japonesa.
Pese a su escasa altura, Fujiwara es una de las más destacadas tenistas japonesas de los últimos años. En dobles logró llegar a semifinales del trofeo Roland Garros junto a Ai Sugiyama.

## Títulos WTA (1; 0+1)

### Dobles (1)
| Leyenda: Antes de 2009 | Leyenda: A partir de 2009 |
| ---------------------- | ------------------------- |
| Grand Slam (0)         |                           |
| WTA Championships (0)  |                           |
| Tier I (0)             | Premier Mandatory (0)     |
| Tier II (0)            | Premier 5 (0)             |
| Tier III (0)           | Premier (0)               |
| Tier IV & V (0)        | International (1)         |

| No. | Fecha               | Torneo     | Superficie | Compañero         | Oponente en la final        | Resultado        |
| 1.  | 15 de abril de 2012 | Copenhague | Dura (i)   | Kimiko Date-Krumm | Sofia Arvidsson Kaia Kanepi | 6–2, 4–6, [10–5] |

### Finalista (5)
| No. | Fecha                   | Torneo       | Superficie | Compañero      | Oponente en la final                | Resultado   |
| 1.  | 12 de agosto de 2002    | Canadá       | Dura       | Ai Sugiyama    | Virginia Ruano Pascual Paola Suárez | 4–6, 6–7(4) |
| 2.  | 9 de septiembre de 2002 | Pekín        | Dura       | Ai Sugiyama    | Anna Kournikova Janet Lee           | 5–7, 3–6    |
| 3.  | 21 de octubre de 2002   | Linz         | Carpet (i) | Ai Sugiyama    | Jelena Dokić Nadia Petrova          | 3–6, 2–6    |
| 4.  | 11 de octubre de 2010   | Tokio        | Dura       | Ai Sugiyama    | Anna Kournikova Janet Lee           | 0–6, 3–6    |
| 5.  | 27 de febrero de 2012   | Kuala Lumpur | Dura (i)   | Chan Hao-ching | Chang Kai-chen Chuang Chia-jung     | 5–7, 4–6    |